# Jiří Weil
Jiří Weil (6. srpna 1900, Praskolesy – 13. prosince 1959, Praha) byl český spisovatel, literární kritik, novinář a překladatel židovského původu. Proslavil se romány Moskva - hranice a Život s hvězdou.

## Život
Jeho otec Jan Weil spoluvlastnil rámařský závod Weil a Klein v Praskolesích, jeho matkou byla Olga Weilová. Po první světové válce však podnik zkrachoval, rodina zchudla a usadila se v Praze. Po maturitě na gymnáziu v Truhlářské ulici (roku 1919) studoval na Filozofické fakultě Univerzity Karlovy slovanskou filologii a srovnávací literatury. Studium úspěšně dokončil doktorátem v roce 1928, prací nazvanou Gogol a anglický román 18. století. Během studia se stal členem Devětsilu.
V prosinci 1920 publikoval v časopisu Den své první překlady z ruštiny (stať Ivana Razumnikova o poémě Alexandra Bloka Dvanáct, předmluva k divadelní hře Vladimíra Majakovského Misteria Buffa a ukázky z poémy Sestry blýskavice Velemira Chlebnikova). V letech 1920-1939 publikoval řadu recenzí, reportáží, studií, zpráv a překladů v komunistickém (Rudé právo, Proletkult) i nekomunistickém tisku (Kmen, Rozpravy Aventina, Literární noviny)
Weil byl přesvědčeným komunistou, již na střední škole byl členem kroužků sociálnědemokratické levice. V roce 1921 se stal členem Komunistického svazu mládeže. Během studií (1923) začal pracovat jako překladatel tiskového oddělení sovětského zastupitelství v Praze (působil zde až do roku 1931), ve stejném roce se zúčastnil IV. sjezdu Kominterny v Moskvě (byla to jeho druhá návštěva Sovětského svazu). V roce 1925 se stal členem KSČ. V roce 1929, poté co Gottwald bolševizoval stranu a postavila se proti němu sedmička známých spisovatelů, Weil je otevřeně kritizoval. 
V letech 1931-1932 pracoval jako redaktor v komunistickém nakladatelství Karel Borecký.
Několikrát navštívil SSSR, v letech 1933–1935 tam působil jako překladatel marxistické literatury ve vydavatelství cizojazyčné literatury Kominterny. Psal také články a reportáže do českých periodik (Tvorba, Magazín DP, Panorama). Ve svých soukromých dopisech přátelům se ale vyjadřoval kriticky na adresu sovětského režimu. Tyto dopisy byly předčítány v pražských kavárnách a někdo jejich kritický obsah udal komunistické straně. Následně pak byly jeho dopisy zadržovány a staly se důvodem pro jeho vyšetřování začátkem roku 1935. Na konci roku 1934 začaly čistky po vraždě Sergeje Mironoviče Kirova. Dne 15. ledna 1935 byl Weil propuštěn z vydavatelství a 28. února 1935 vyloučen ze strany. V březnu byl poslán na „pracovní převýchovu“ do československé komuny v Sovětském svazu Interhelpo, která se nacházela na území dnešního Kyrgyzstánu, nedaleko Frunze (dnes Biškek). Od září 1935 byl nasazen na nucené práce v Karagandském nápravném táboře u jezera Balchaš (dnes území Kazachstánu). V listopadu 1935 mu pak Kominterna dovolila vrátit se do Československa, údajně na přímluvu Julia Fučíka. Miroslav Kryl se domnívá, že tímto přímluvcem byl Bruno Köhler. Jeho důvěra ve stalinský komunismus však byla narušena, což reflektoval v románu Moskva-hranice, který vyšel v roce 1937. Zde popsal některé mechanismy, které zažil na vlastní kůži, přiznával však, že pro něj bylo velmi bolestné demaskovat systém, v nějž sám věřil.
V roce 1939 se pokusil získat povolení vycestovat do Velké Británie, to se mu ale nepovedlo.
V době druhé světové války se snažil všemožně vyhnout transportu Židů. V roce 1940 mu velmi pomohl cestovatel Alberto Vojtěch Frič, když ho naoko zaměstnal. Dne 4. března 1942 se Weil oženil s Olgou Frenckovou. Tzv. smíšený sňatek (Žida a Nežidovky) ho pak načas chránil před transportem, jeho žena ale byla propuštěna ze svého zaměstnání. V té době byl zaměstnancem Ústředního židovského muzea v Praze, kde katalogizoval liturgické a jiné předměty ze zrušených synagog. V roce 1944 byl zatčen Gestapem, ale český úředník jej označí za smrtelně nemocného, a Weil se poté pět měsíců skrýval v nemocnici. V lednu 1945 nacisté zrušili platnost všech smíšených sňatků a povinnost transportu se začala vztahovat na všechny Židy bez výjimky. Weil se jí vyhnul tím, že 9. února 1945 fingoval svou sebevraždu skokem do řeky. Po zbytek války se pak skrýval u přátel.
Po osvobození se vrátil k práci v Židovském muzeu. V rámci této práce objevil v Terezíně kresby a verše dětí z Terezínského ghetta.
Od roku 1946 byl nakladatelským redaktorem Evropského literárního klubu, který vydával i Literární noviny. V roce 1950 se stal vědeckým pracovníkem Státního židovského muzea v Praze. V té době se dostal do hledáčku tajné policie (Stb), byl podezřelý z trockismu a 10. listopadu 1950 byl vyloučen ze Svazu československých spisovatelů. Nakonec však nebyl zařazen do žádného ze zinscenovaných politických procesů, které se tehdy rozjížděly. Dne 4. dubna 1956, po první destalinizační vlně, byl do Svazu československých spisovatelů znovu přijat a to z iniciativy Jana Nohy a Vítězslava Nezvala.
V červnu 1955 se v rámci I. celostátní spartakiády uskutečnila první výstava kreseb dětí z Terezínského ghetta. V říjnu 1956 se tato výstava opakovala v Paříži. V roce 1959 vyšla kniha Dětské kresby na zastávce k smrti - Terezín 1942-1944, ke které napsal doslov. Byl také spoluautorem scénáře k filmu Motýli tady nežijí z roku 1958 na stejné téma (krátký film, 13 minut, režie Miro Bernat).
První knihu po dlouhé době mohl vydat roku 1957. V té době měl blízko k okruhu kolem Jiřího Koláře. V židovském muzeu pracoval do roku 1958, kdy odešel do invalidního důchodu. Rok poté zemřel na leukémii.

## Dílo
- Ruská revoluční literatura, 1924
- Kulturní práce sovětského Ruska, 1924
- Sborník sovětské revoluční poesie, Karel Borecký, 1932. Knihovna Sovětští autoři, sv. 3.
- Češi stavějí v zemi pětiletek, 1937
- Moskva - hranice, 1937, dokumentární román, jehož hlavním hrdinou je neprávem obviněný komunista, který nevyužije možnost k útěku a je vyloučen ze strany za činy, které nespáchal. Neprotiví se vůli strany a přijímá trest. Toto dílo bylo jednou z prvních kritik stalinismu. Zajímavé je, že nekomunistům na této kritice vadilo dřívější Weilovo členství v KSČ. Proti tomuto románu vystoupili téměř všichni tehdejší čeští stalinisté, nejtvrdší kritiku provedl Weilův přítel Julius Fučík.[4][pozn. 1] Další odsuzující kritika pocházela z pera Josefa Rybáka (šifra -á-) a byla otištěna v Rudém právu.[5] Druhé vydání bylo roku 1969 zakázáno. Další vydání je z roku 1991. Námětem románu pro postavu Ri Gustavovny byl osud Heleny Frischerové.[6]
- Makanna, otec divů, 1946, vypravuje o vzestupu a pádu historické osoby lžiproroka. Román byl napsán roku 1940, zadán nakladatelství roku 1941 pod krycím jménem Pavel Vyskočil, což byl Weilův přítel, později umučený v Mauthausenu. Weil mu knihu v poválečném vydání dedikoval.[7]
- Barvy, 1946
- Vzpomínky na Julia Fučíka, 1947
- Život s hvězdou, 1949, román s autobiografickými rysy. Hlavní hrdina (žid Josef Roubíček) čeká na transport, je postupně zbavován veškerého majetku a zůstávají mu pouze matrace a kamna. Čeká, až ho zavolají do transportu, ale nějakou náhodou je vyřazen z evidence, nakonec se vzepře a schová se u dělníka Materny. První vydání: 1949 ELK; 2. vydání: Mladá fronta, 1964; 3. vydání: Odeon, 1967, Světová četba, svazek 383. Kniha byla přeložena do polštiny, japonštiny, němčiny, angličtiny, hebrejštiny, francouzštiny, italštiny, dánštiny, finštiny, nizozemštiny a španělštiny.
- Mír, 1949
- Vězeň chillonský, 1957
- Harfeník, 1958
- Žalozpěv za 77 297 obětí, 1958
- Na střeše je Mendelssohn, 1960. Román vyšel posmrtně. Odehrává se za druhé světové války v okupované Praze a v terezínském ghettu. Hlavními tématy knihy jsou holocaust a antisemitismus.
- Hodina pravdy, hodina zkoušky, 1966, obsahuje soubor Barvy, výbor z Míru a čtyři knižně netištěné prózy. editor: Jiří Opelík.
- Dřevěná lžíce, 1992, pokračování románu Moskva–hranice; (Rukopis byl napsán v letech 1937–1938, Weil se však nepokoušel ho vydat. K vydání byl připravován koncem 60. let, po sovětské okupaci 1968 bylo vydání zastaveno. Poprvé vyšla Dřevěná lžíce v Itálii roku 1970, později též jako samizdat.)[8]

Publikoval v mnoha časopisech a novinách, např.: Červen, Avantgarda, Trn, Proletkult, Literární noviny, Levá fronta, Tvorba, Rudé právo, U Blok, Lidové noviny, Host do domu.
Velmi významná je i jeho překladatelská činnost, jako první do češtiny přeložil díla mnoha ruských klasiků (např. Vladimir Majakovskij - vůbec první překlady do češtiny, Boris Pasternak, Maxim Gorkij, atd.).